# 레이시티
레이시티(Raycity)는 EA 서울 스튜디오(서비스 시작 당시 J2M 소프트, 현 EA 코리아 스튜디오)가 개발한 온라인 MMO 레이싱 게임이며, 대한민국, 중화인민공화국, 타이, 홍콩, 중화민국에서 서비스되었다. 그러나 2013년, 모든 국가에서 서비스가 중단되었다.

## 개요
플레이어는 자신의 차량으로 서울특별시 일부를 기반으로 만들어진 필드에서, 필드에 있는 '의뢰인'을 중심으로 게임을 진행해 나가거나, 또는 필드를 기반으로 했거나 부산광역시 일부를 기반으로 한 별도의 맵에서 다른 사용자와 레이싱을 할 수 있다. 필드의 경우 2011년이 되어서야 새벽, 낮, 저녁, 밤 배경이 추가되었다. 레이시티는 다른 경주 게임과의 차별점으로 플레이어 레벨, 차량 레벨 각계에 레벨이 존재하며, 플레이어와 차량 각 고유스킬이 있다. 차량의 칼치기, 점프 등 비현실적 요소도 있었지만 실제 서울에서 운전을 해본 사람이라면 나름 속이 시원한 드라이빙을 할 수는 있었을 것이다.
사실 상 먼저 운영되던 온라인 레이싱게임 '시티레이서' 가 있었던 터라 모방한 것이 아니냐는 말도 있었지만
게임성은 먼저 출시된 시티레이서와는 비교가 되지 않을만큼 매우 우수했다.

## 서울 실제 배경
- 강남구
- 서초구
- 중구
- 종로구
- 성동구
- 동대문구
- 광진구
- 송파구
- 강동구

## 필드
필드는 서울을 배경으로 한 지역과 실제 지역을 알 수 없는 다크시티로 세분되며, 서울 지역의 경우 10개 지역으로 나뉘어 레벨마다 진입 가능 지역이 정해져 있다. 필드에는 퀘스트를 수행하거나 특별한 아이템을 얻을 수 있는 의뢰인이 있다. 이 의뢰인으로부터 택시, 택배, 미행, 추격, 도망을 수행할 수 있으며, 파티를 꾸려 수행할 수 있는 특수 의뢰인도 있다. 필드에서 '로드파이트'라는 시스템을 하거나, 질주 및 폭주도 할 수 있다. 그 외에는 필드에만 존재하는 NPC가 있으며, 이 NPC로부터 차량을 구입할 수 있는 조건을 얻거나 차량 외형을 획득할 수 있는 퀘스트를 수행할 수 있다.

### 질주, 폭주 및 서바이벌
플레이어는 일정한 시간마다 질주와 폭주를 할 수 있는데, 질주는 게임의 배경이 낮, 폭주는 밤일 때 가능하다. 질주와 폭주의 다른점은 폭주에서는 트래픽카가 등장, 트래픽카에 부딪히면 SP를 추가로 얻을 수 있다. 채널당 40명을 모집한다. 주말에서는 서바이벌로 바뀌는데, 채널당 60명을 모집, 라운드당 하위 20%는 강제 퇴장된다. 평일에는 오후 1시 4시 5시 7시 11시 주말에도 오후 1시 5시 7시 10시 11시 로 진행된다.

### 마을
서울특별시 기반으로한 마을 (코엑스 마을, 도곡동 마을, 남산 마을, 한양대 마을) 그리고 다크시티의 사하터널 마을까지 총 5개에 마을이 존재한다. 각 마을은 지리적 위치에 따라 분포해 있으며, 예외적으로 코엑스 마을만 강남 일부에 속하는 1지역과 잠실에 속하는 10지역에 위치해 있다. 플레이어는 이 마을에서 자신의 차량을 관리하거나 퀘스트를 수행할 수 있다. 마을에는 차량과 아이템을 보관하는 '차고', 차량이나 튜닝, 게임 아이템을 구입할 수 있는 '상점', 차량의 기름을 충전할 수 있는 '주유소', 레이싱을 할 수 있는 '레이싱', 차량의 장착 아이템을 수리 하거나 차량을 강화할 수 있는 '정비소', 다른 사용자와 물건을 사고 팔 수 있는 '오픈마켓', 그리고 마을 내에 있는 NPC를 통해 플레이어의 레이서, 차량 스킬을 구입할 수 있다. 또한 플레이어는 이곳에서 급별레이싱 모드를 할 수 있다.

#### 급별 레이싱
급별 레이싱은 어디에서든 수행이 가능하며, 각각의 엔진에 따라 알파, 베타, 감마, 세타로 나뉜다. 엔진의 착용 여부에 따라 참여할 수 있다. 또한 엔진에 맞는 튜닝아이템을 착용할 경우, 효과가 적용된다. 반대로 엔진에 맞지 않는 튜닝 아이템을 착용할 경우에는 효과가 적용되지 않는다.

## 레이싱
플레이어는 레이싱 전용 맵에서 다른 사용자와 레이싱을 할 수 있다. 레이싱 전용인 RP(Racing Point)가 있으며, 이것으로 대기방에 있는 NPC를 통해 아이템을 바꾸거나 차량의 기름도 충전할 수 있다. 레이싱은 아이템전과 스피드전이 있으며, 속도 제한이 있는 맵과(아이템전의 경우), 장애물이 있는 맵이 있다.

## 서비스 종료
대한민국 피망에서 퍼블리싱 중이던 레이시티는 네오위즈 게임즈의 내부 구조조정으로 인하여 2013년 3월에 서비스 종료를 예고하여, 2013년 5월 21일 종료되었다.